# إيلي سويسا
الحاخام إلياهو «إيلي» سويسا (بالعبرية: אליהו "אלי" סויסה) (من مواليد 1956) هو سياسي إسرائيلي سابق تقلد عدة حقائب وزارية العقد 1990 وأوائل العقد 2000.

## السيرة الذاتية
وُلِد في المغرب عام 1956، وقَدِم إلى إسرائيل ضمن عليا رفقة أسرته في وقت لاحق من العام نفسه. درس في يشيفا ورُسِّم كحاخام.
رغم أنه لم يكن عضواً في الكنيست، إلا أنه عُيِّن وزيراً للشؤون الداخلية في حكومة بنيامين نتنياهو في يونيو 1996. وفي 7 أغسطس أصبح وزيراً للشؤون الدينية بالإضافة إلى دوره الحالي، لكنه خدم لمدة خمسة أيام فقط، قبل أن يتقلَّد نتنياهو المنصب نفسه، قبل تسليمه لزفولون هامر. بعد وفاة هامر في يناير 1998، شغل نتنياهو الحقيبة مرة أخرى لفترة وجيزة، قبل تسليمها إلى إسحاق ليفي. في سبتمبر 1998، تولى سويسا منصب وزير الشؤون الدينية مرة أخرى.
في انتخابات عام 1999، تم التصويت له في الكنيست على قائمة شاس، وتم تعيينه وزيراً للبنية التحتية الوطنية. غادر الحكومة عندما انسحب شاس من الحكومة في يوليو 2000، لكنه عاد عندما شكَّل آرييل شارون حكومة جديدة في مارس 2001، وهذه المرة كوزير لشؤون القدس. خدم حتى انتخابات 2003، باستثناء فترة وجيزة بين 23 مايو و3 يونيو 2002 عندما انسحب شاس من الائتلاف.
خسر مقعده ومنصبه في الحكومة بعد انتخابات 2003.

## وصلات خارجية
- إيلي سويسا على الموقع الإلكتروني للكنيست